# Јово Којић
Јово Којић (Вареш, 8. априла 1988) босанскохерцеговачки је фудбалер.